# Rőzsehordó nő
A Rőzsehordó nő Munkácsy Mihály festménye, melyet 1873-ban készített el.
A festmény jelenleg a budapesti Magyar Nemzeti Galéria tulajdonában van és itt is tekinthető meg. A mű méretei: 99×80 centiméter.
2011. február 20-án a Google kereső a festőművész születése 167. évfordulójának alkalmából a honlapján található logóját ezzel a képpel díszítette a magyarországi internetezők körében.
A „Rőzsehordó nő” Munkácsy egyik legszínesebb, épp ezért legtöbbet reprodukált képe. A háttérben látható táj és a nőalak viszonya Courbet és Millet népi tárgyú képeit idézi. A zöld fű és a piros kendő színe vidám és megnyugtató harmóniát teremt a kötény kékjével és az ingváll fehérjével. De ez a derű egyszersmind az alapvetően komor téma drámai hatást fokozó ellenpontja, hiszen a kép egy nehéz munkát végző, elfáradt asszony rövid pihenését mutatja be. A fájdalom megértése és átélése, ez a tiszteletre méltó emberi magatartás – amely a kor festői közül az impresszionistákra kevéssé volt jellemző, és a posztimpresszionisták szenvedélyes segíteni akarásában, Van Gogh hivatástudatában, a bennszülötteket védő Gauguin igazságérzetében, Toulouse-Lautrec groteszk és kegyetlen társadalombírálatában bontakozott ki – Munkácsy realista művészetének egyik legértékesebb vonása.